# 담양 응용리 및 태목리 유적
담양 응용리 및 태목리 유적(潭陽 應龍里 및 台木里 遺蹟)은 대한민국 전라남도 담양군 대전면 응용리에 있는, 고대 마한의 중심 취락이다. 2019년 12월 26일 전라남도의 기념물 제251호로 지정되었다.

## 지정 사유
고대 마한의 중심 취락으로 2,000기 이상의 주거와 고분, 토기가마, 우물, 수혈 등 다양한 유구가 확인되었고, 보존상태도 양호하여 문화재 지정이 필요하다.
마한 취락유적 중 최대 규모, 취락의 형성-발전-소멸 전 과정 확인 가능,『삼국지』위서 동이전 기록을 증명할 수 있는 유적으로 역사적∙학술적 가치가 탁월하다.

## 참고 문헌
- 담양 응용리 및 태목리 유적 - 국가유산청 국가유산포털